# Jóhannes Kristinn Bjarnason
Jóhannes Kristinn Bjarnason, född 24 februari 2005 i Plymouth, är en isländsk fotbollsspelare som spelar för KR Reykjavik. Han är son till den tidigare fotbollsspelaren Bjarni Guðjónsson och kusin till tidigare lagkamraten i IFK Norrköping, Ísak Bergmann Jóhannesson.

## Karriär
Den 1 mars 2021 värvades Bjarnason av IFK Norrköping. Bjarnason gjorde allsvensk debut den 28 november 2021 i en 4–1-förlust mot Degerfors IF, där han blev inbytt i den 86:e minuten mot Ishaq Abdulrazak.